# Georg Friedrich Veldten
Georg Friedrich Veldten (en russe : Юрий Матвеевич Фельтен, Iouri Matveïevitch Felten), né en 1730 et mort en 1801, est un architecte d'origine allemande de la Cour de Catherine II de Russie.

## Biographie
Le père de Veldten est Matthias (†1744), un économiste originaire de Danzig qui immigre en Russie après avoir obtenu le poste d'intendant de l'Académie des sciences. Veldten est d'abord éduqué au Gymnasium de l'Académie puis parfait sa formation en Allemagne à Tübingen à la mort de son père en 1744, ainsi qu'en Italie et à Paris, mais sa situation matérielle l'oblige à retourner en Russie. Il reçoit une bourse de l'impératrice et devient architecte en 1752. 
Il assiste pendant dix ans Bartolomeo Rastrelli, pour la construction du palais d'Hiver et de divers palais de la capitale impériale. Il travaille ensuite à l'aménagement de la place du Palais. Veldten sait gagner l'estime de Catherine qui lui commande de travailler à la façade du palais d'Hiver sur la Neva, ainsi qu'au palais Catherine et au parc du palais à Tsarkoïe Selo. Il construit aussi le palais de Tchesmé (endommagé pendant le siège de Léningrad et restauré en 1946) et l'église de Tchesmé, ainsi que la grille du jardin d'été (1783).
Professeur à l'Académie impériale des beaux-arts à partir de 1764, il est directeur du département d'architecture de 1783 à la fin de sa vie.
Il est également membre correspondant de l'Académie royale des sciences de France. Intégré à la noblesse russe, il a le droit au prédicat nobiliaire allemand "von".
Sa sœur aînée Catherine est l'épouse du physicien Georg Wolfgang Krafft.

## Œuvres principales

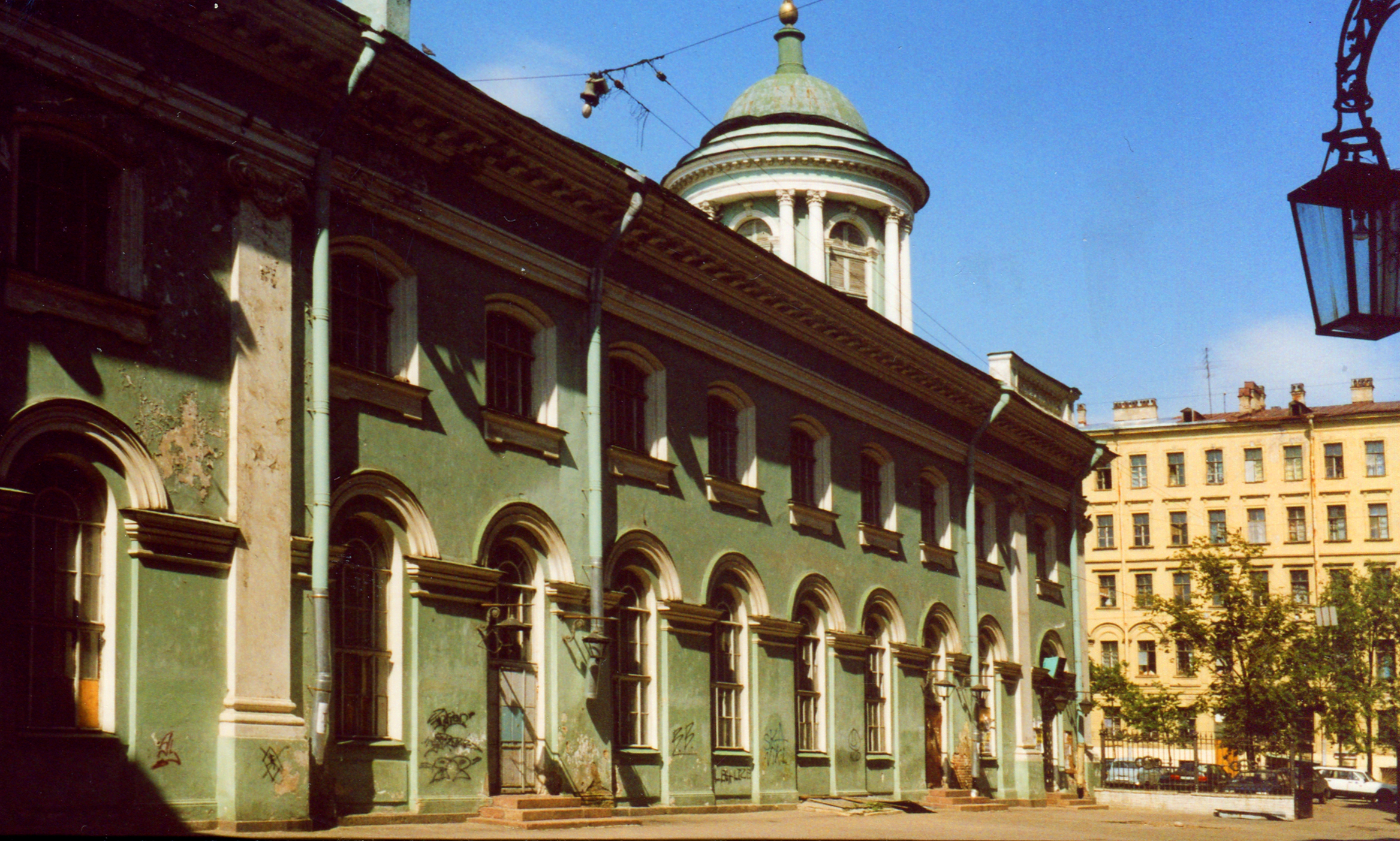
Église Sainte-Anne en 2006

- Institut Alexandre, pour l'éducation des filles de la bourgeoisie
- Église luthérienne Sainte-Anne, partiellement détruite par un incendie en 2002.
- Église luthérienne Sainte-Catherine (ru) sur l'île Vassilievski
- Église arménienne Sainte-Catherine sur la perspective Nevski
- Palais d'Hiver
- Grille du Jardin d'Été
- Palais de Tchesmé
- Église de Tchesmé
- Église de la Nativité-de-Saint-Jean-Baptiste sur l'île de pierre (île Kamenny)
- Palais de l'île Kamenny